# Бююкчекмедже
Бююкчекмедже или Буюкчекмедже (на турски: Büyükçekmece, в превод „голямо чекмедже“) е квартал на град Истанбул, Турция. Разположен е в Източна Тракия на Мраморно море. Населението на Бююкчекмедже е около 160 000 жители (2000).

## История
При избухването на Балканската война през 1912 г. двама души от Бююкчекмедже са доброволци в Македоно-одринското опълчение.

## Личности
Родени в Бююкчекмедже
- Кочо Парашкевов, македоно-одрински опълченец, 23-годишен, 4 рота на 9 велешка дружина[2]
- Марко Фотев, македоно-одрински опълченец, 22-годишен, 1 рота на лозенградска партизанска дружина[3]

Починали в Бююкчекмедже
- Васил Попиванов Илиев, български военен деец, поручик, загинал през Балканската война[4]

## Побратимени градове
- Павел баня, България
- Горна Оряховица, България